# Frattura cranica

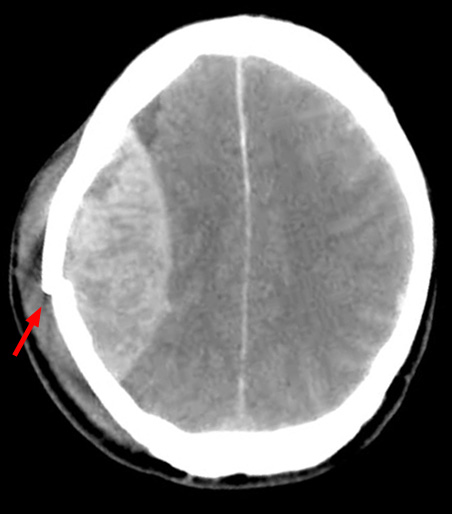
Frattura dell'osso parietale destro con sottostante ematoma epidurale

La frattura cranica è una rottura di una o più ossa del cranio, generalmente causata da forze esterne che determinano un trauma cranico.

## Classificazione
Le fratture del cranio possono essere chiuse se i lembi ossei fratturati non sono fuoriusciti dalla cute, mentre in caso contrario si parla di fratture aperte (o esposte).
A seconda dello sviluppo della frattura possono essere suddivise in fratture lineari, depresse (dette anche avallate o infossate) e diastatiche.

### Fratture lineari
Si tratta di fenditure lineari nell'osso, più o meno lunghe, che tendono a comparire soprattutto a livello della volta cranica e possono essere semplici (quando sono presenti linee singole) o diffuse (quando si espandono in più linee centrifughe). Possono comparire anche a livello dello splancnocranio, coinvolgendo l'etmoide e lo sfenoide, e della parte petrosa temporale.

### Fratture depresse

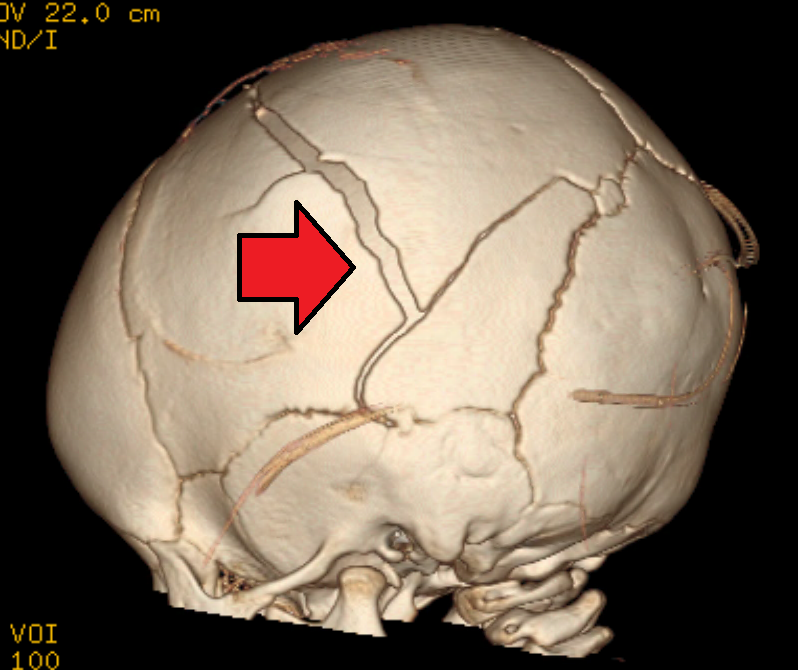
Frattura diastatica in un bambino

Sono fratture in cui i lembi ossei coinvolti convergono verso l'interno della teca cranica. Di solito presentano più frammenti e coinvolgono meningi e altre strutture interne, causando fuoriuscita di liquor e contusioni cerebrali.

### Fratture diastatiche
Sono fratture che generalmente appaiono nel bambino a livello delle suture delle ossa craniche e sono determinate dall'apertura e successivo allontanamento delle rime delle ossa coinvolte.

## Clinica
Una frattura della base cranica può determinare perdita di sangue e/o liquor dal naso e dall'orecchio, ed ecchimosi dietro l'orecchio e attorno alle orbite.

## Diagnosi
Il gold standard diagnostico è attualmente rappresentato dalla tomografia computerizzata, che ha ormai surclassato la radiografia tradizionale come metodo di riferimento.

## Trattamento
Le fratture lineari della volta cranica tendono a guarire spontaneamente, e vanno trattate solo in presenza di traumi associati.
Le fratture della base del cranio possono essere gestite con terapie conservative, mentre richiedono trattamento chirurgico quelle che determinano perdita di liquor.
Le fratture depresse chiuse allo stesso modo possono essere approcciate con un trattamento conservativo. L'approccio chirurgico è invece indicato per le fratture depresse aperte con coinvolgimento della dura madre ed ematomi all'interno della teca cranica.

## Complicanze
Alle fratture craniche tendono spesso a legarsi ulteriori ferite all'interno della teca cranica, a loro volta causa di possibili problematiche neurologiche: la diagnosi di frattura cranica rende consigliabile l'esecuzione di ulteriori accertamenti radiologici (come la tomografia computerizzata, qualora non precedentemente eseguita) al fine di rilevare eventuali danni a livello dell'encefalo e delle strutture annesse.